# Bajío Seco
Bajío Seco är en ort i Mexiko.   Den ligger i kommunen Arandas och delstaten Jalisco, i den centrala delen av landet, 400 km väster om huvudstaden Mexico City. Bajío Seco ligger 2 037 meter över havet och antalet invånare är 269.
Terrängen runt Bajío Seco är huvudsakligen platt, men åt nordost är den kuperad. Runt Bajío Seco är det ganska tätbefolkat, med 72 invånare per kvadratkilometer. Närmaste större samhälle är Arandas, 4,6 km öster om Bajío Seco. I omgivningarna runt Bajío Seco växer huvudsakligen savannskog.